# Народна револуционарна партија Бенина
Народна револуционарна партија Бенина (фр. Parti de la Révolution Populaire du Bénin) је била владајућа партија у Народној Републици Бенин од 1975. до 1990. године. Основао ју је генерал Матје Кереку на дан када је прогласио социјалистички Бенин. Према новом уставу од 30. новембра 1975, НРП Бенина постала је једина дозвољена партија у држави. Идеологија партије темељила се на марксизму-лењинизму.
На трима парламентарним изборима, одржанима током постојања НР Бенина, НРП Бенина била је једина партија која је излазила на изборе. Партија је на изборима 1979. године освојила 1.243.286 гласова (97,9%), на изборима 1984. освојила је 1.811.208 гласова (98,1%), а 1989. освојила је 1.695.860 гласова (89,6%).
Под утицајем промена у Источном блоку 1989. године, партија је напустила марксизам-лењинизам као темељну идеологију. Остала је на власти у Бенину до 1990. године, када је укинута Народна република и проглашена Република Бенин.